# Ренкорай
Ренкорай (пол. Rękoraj) — село в Польщі, у гміні Мощениця Пйотрковського повіту Лодзинського воєводства.
Населення — 581 особа (2011).
У 1975-1998 роках село належало до Пйотрковського воєводства.

## Демографія
Демографічна структура станом на 31 березня 2011 року:
|          | Загалом | Допрацездатний вік | Працездатний вік | Постпрацездатний вік |
| -------- | ------- | ------------------ | ---------------- | -------------------- |
| Чоловіки | 300     | 58                 | 209              | 33                   |
| Жінки    | 281     | 53                 | 169              | 59                   |
| Разом    | 581     | 111                | 378              | 92                   |